# Nieszawa Wąskotorowa
Nieszawa Wąskotorowa – dawna wąskotorowa stacja kolejowa w Wagańcu, w województwie kujawsko-pomorskim, w Polsce. Została wybudowana w 1908 roku razem z linią kolejową z Dobrego Kujawskiego. Została zamknięta w 2002 roku.